# Galendromus hondurensis
Galendromus hondurensis är en spindeldjursart som beskrevs av Denmark och Evans 1999. Galendromus hondurensis ingår i släktet Galendromus och familjen Phytoseiidae. Inga underarter finns listade i Catalogue of Life.